# Cato Maior de Senectute
Cato Maior de Senectute (pol. Katon Starszy o starości, skr. O starości) – traktat filozoficzny w formie dialogu, praca Marka Tuliusza Cycerona napisana około 45–44 roku p.n.e. Jest prawdopodobnie najczęściej czytaną i najbardziej lubianą pracą autora.

## Geneza
Praca, oparta na osobistych doświadczeniach Cycerona, ma formę konsolacji – pocieszenia, w którym autor podjął się trudu przekonania siebie i czytelników o tym, że starość nie jest ani złym, ani strasznym okresem w życiu człowieka. Michel de Montaigne przeczytawszy traktat stwierdził, że ma apetyt na to, by się zestarzeć. Starość ma według Cycerona być okresem nowych możliwości, dobrem nadającym starszemu człowiekowi i jego egzystencji wymiar pełnego godności trwania pośród zmieniającej się i płynnej rzeczywistości. Dzieło przynosi ważną refleksję nad egzystencjalnym sensem starości.
Cyceron, rozpoczynając pracę nad traktatem, miał 62 lata i według norm ówczesnego świata był już starcem. Zawarte w dziele myśli autor adresował do Tytusa Pomponiusza Attyka, serdecznego swego przyjaciela, liczącego wówczas 65 lat. Cyceron zbliżał się do 63. roku życia – uważanego w realiach rzymskich, w myśl teorii astrologicznych, za bardzo niebezpieczny i pełen rozmaitych kryzysów, co dotyczyło zresztą każdego co siódmego roku życia, ale w tym wieku zagrożenie jeszcze się potęgowało. Dodatkowo za pechowe uchodziły periody podzielne przez 21. 
Cyceron, przed napisaniem swojego dzieła, zapoznał się szczegółowo z poglądami Greków na zagadnienia starości, m.in. być może z pracami Aristona z Keos. Wpływ myśli greckiej był w tym wypadku znaczny, ale nie decydujący, ponieważ na kształt dzieła wpłynęła też rzymska tradycja, dyktująca tok argumentacyjny, a także ożywienie postaci historycznych, będących uczestnikami dialogu filozoficznego, który Cyceron wybrał jako formę traktatu. Twórcą tej odmiany był Heraklides z Pontu.

## Struktura
Głównym rozmówcą w dziele jest Katon Starszy, uosabiający obyczaje przodków i bezkompromisową obronę tradycyjnych rzymskich wartości. Jego interlokutorzy to Scypion Afrykański Młodszy i Gajusz Leliusz, którzy uczestniczą w rozmowie do ósmego paragrafu, a potem Katon już ich nie dopuszcza do głosu. Prowadzi monolog, jednak odwołuje się do zdania swych towarzyszy, dobierając przykłady dopasowane do ich mentalności oraz zainteresowań. Całość osadzona jest w czasach na długo przed epoką Cycerona – rozmowa toczy się za konsulatu Tytusa Kwinkcjusza Flamininusa i Maniusza Acyliusza Glabriona, a więc w pierwszej połowie II wieku p.n.e.
Cyceron był zafascynowany postacią Katona Starszego – starca (84 lata w traktacie), bez obaw przypatrującego się rychło nadchodzącej śmierci. Obaj mieli też tę wspólną cechę, że pochodzili z niewielkich ośrodków miejskich: Cyceron z Arpinum, a Katon z Tusculum. Nie wywodzili się z żadnych znanych i utytułowanych rzymskich rodzin (należeli do grupy określanej jako homines novi) i musieli samodzielnie wyrabiać sobie pozycję i autorytet. 
W usta Katona Cyceron wkłada własne poglądy na istotę starości, dodając znaczną liczbę archaizmów, tak aby język dzieła był wiarygodny. Traktatowy Katon stara się obalić cztery popularne zarzuty odnośnie do starości:
- starość nie pozwala na aktywne życie,
- starość osłabia ciało,
- starość pozbawia człowieka prawie wszystkich przyjemności,
- starość bliska jest śmierci[1].

W rozprawie z pierwszym zarzutem podaje przykłady licznych starców, którzy bardzo długo pozostawali ludźmi aktywnymi, działali w różnych dziedzinach (np. Sofokles, Pitagoras, Demokryt, Platon, Kwintus Fabiusz Maksimus czy Appiusz Klaudiusz Caecus). Podaje też przykład Spartan, u których najwyżsi urzędnicy nosili miano gerontów. Rzeczy wielkich, według Cycerona, nie dokonuje się siłą, zręcznością czy szybkością, a raczej rozwagą i dojrzałą decyzją.
Odnośnie do drugiego zarzutu autor dowodzi, że sił używać należy rozważnie, dostosowując zajęcia do miary wysiłku jakiemu dana osoba jest w stanie podołać bez uszczerbku. Pisze, że w młodości nie miał ochoty posiadać siły wołu lub słonia. Brak sił nie jest słabością człowieka starego, ale naturalną koleją rzeczy, nieodbierającą starcom godności i pozwalającą im rozwijać inne zajęcia, niewymagające wielkich sił a napełniające egzystencję głębią doświadczenia.
Trzeci zarzut zajmuje w argumentacji Cycerona dużo miejsca. Uważa on (ustami Katona), że brak doświadczania rozkoszy zmysłowych to nie przekleństwo, lecz dar który odbiera ludziom to, co w młodości jest przyczyną najgorszych występków. Dążenie do rozkoszy prowadzi do gwałtów, molestowania i cudzołóstwa. Zamiast tego rodzaju wątpliwych atrakcji starcy mają do dyspozycji zupełnie inne przyjemności – kubek znakomitego wina, spokojna rozmowa z przyjaciółmi, odpoczynek w cieniu drzew czy przesiadywanie przy kominku w zimnych porach roku. Młodość nie pozwala oddawać się błogiej bezczynności i dostępnym starcom rozrywkom intelektualnym czy dociekaniom naukowym. Podaje przykład Gnejusza Newiusza, który w późnym wieku pisał powoli swoją Wojnę punicką. 
Rozprawiając się z czwartym zarzutem polemizuje z tezą, że bliskość śmierci odbiera ludziom spokój ducha i paraliżuje lękiem każdą godzinę. Uważa za godnego litości każdego, kto przez wiele lat życia nie nauczył się gardzić śmiercią – która nie jest złem, a podnietą do działania, do prowadzenia aktywnego życia i niemarnotrawienia żadnej ze swoich minut. Podnosi, że umieramy codziennie starzejąc się, a zatem śmierć jest obecna z nami przez całe życie. Powraca też do myśli wyrażonej w Śnie Scypiona, że przyszłe życie to życie prawdziwe i że umierając należy odchodzić jak ze schroniska, a nie jak z domu. Cyceron forsuje tezę, że starcy są w lepszej sytuacji od młodych, ponieważ osiągnęli już to, do czego młodzi dopiero dążą i czego nie są pewni osiągnąć.

## Cel
Pisząc swe dzieło Cyceron chciał dodać otuchy zarówno sobie, jak i innym ludziom, którzy dożyli późnych lat życia, jednak biorąc pod uwagę wiek rozmówców Katona adresatami traktatu powinni być ludzie jeszcze niezbyt starzy (Scypion mógł mieć 34–35 lat, a Leliusz – około 40). Biorąc to pod uwagę można wysnuć tezę, że Cyceron pragnął poddać pod rozwagę problem starości zarówno starcom, jak i tym, którzy dopiero się nimi staną w przyszłości.